# Orsaksförklaring
En orsaksförklaring är en förklaring som anger vilka orsaker ett fenomen har. Alla förklaringar är inte orsaksförklaringar.
Inom sociologin används orsaksförklaring som en av tre huvudsakliga förklaringstyper (de andra två är ändamålsförklaring och funktionell förklaring).
Orsaksförklaringar är uppbyggda enligt följande:
1. Universallag (en om-så-sats som antas vara sann)
2. Rambetingelser (rådande omständigheter)
3. Utlösande orsak(er)
4. Slutsats.